# Stadion Centralny w Tarazie
Stadion Centralny – wielofunkcyjny stadion w Tarazie, w Kazachstanie. Został wybudowany w 1976 roku. Swoje mecze rozgrywa na nim drużyna FK Taraz. Obiekt może pomieścić 12 525 widzów.